# François Poullain de La Barre
François Poullain de La Barre (París, julio de 1647-Ginebra, 4 de mayo de  1723) fue un escritor, sacerdote católico y uno de los primeros pensadores en proponer una idea de igualdad universal entre hombres y mujeres tomando de base el cartesianismo francés.

## Biografía
Nació en el seno de una familia burguesa. Se formó desde niño para la carrera eclesiástica a la cual su padre lo había destinado. En 1663, con 16 años de edad, obtuvo el grado de maestría. Tres años después, en la Universidad de la Sorbona, alcanzó el grado de bachiller en teología e inició los de doctorado en Teología.
Participó en los debates intelectuales de su época, tanto los que se desarrollaban dentro de la Universidad como los que, por diversas razones, eran cuestiones excluidas de la Universidad, leídas y discutidas en las calles y los salones parisinos de la época, espacios de libertad y emancipatorios. Así fue como entró en contacto con las nuevas corrientes cartesianas y gasendistas, llegando a convertirse a la nueva filosofía, hasta el punto de abandonar sus estudios de doctorado.
Fue ordenado sacerdote católico, pero en 1688 se convirtió al calvinismo, siendo por ello repudiado por su familia. Fue perseguido y, después de la revocación del edicto de Nantes en 1685, tuvo que huir, hecho que le valió no sólo el repudio familiar, sino además el ser perseguido y finalmente tener que huir a Ginebra. Acogido como ciudadano en Suiza, allí se casó, tuvo dos hijos, y se dedicó hasta el fin de sus días a la enseñanza.
La cuestión de la libertad religiosa fue central en la vida de Poullain y marcó su trayectoria vital e intelectual. El otro gran tema, por influencia del preciosismo, fue la polémica sobre la naturaleza y situación de las mujeres.
En los salones literarios entra en contacto con el movimiento Preciosista y su querellas de las mujeres. Las aristócratas cultas cuestionaban la autoridad marital, pedían el acceso al mundo intelectual, a las Academias, apoyaban el desarrollo de la lengua francesa, etc. Promovieron la consolidación del francés como lengua moderna y viva frente a las lenguas muertas que excluían del saber, por no ser conocidas, a la mayoría de la población, especialmente la femenina.

el primer pensador en la Europa moderna que construye toda su filosofía social en un concepto universalista de igualdad.

## Obras de Poullain de la Barre
En París publicó en 1672 Rapports de la langue Latine avec la Françoise, pour traduire élégamment et sans peine (Las relaciones entre la lengua latina y el francés) haciendo una defensa del francés como lengua moderna.
En 1673, hace aparecer anónimamente De l’égalité des deux sexes, discours physique et moral où l’on voit l’importance de se défaire des préjugez donde demuestra que el trato desigual que sufren las mujeres no tiene un fundamento  natural, sino que procede de un prejuicio cultural. En opinión de Celia Amorós esta obra es:

Un tratado donde se extraen con una lógica impecable las derivaciones, en relación con los derechos de las mujeres, de la lucha cartesiana contra el prejuicio, el argumento basado en la autoridad, la costumbre y la tradición. Sobre estas bases, así como sobre la idea de que «I'esprit n'a pas de sexe» -o, si se prefiere, «I'esprit est de tout sexe», corolario del dualismo cartesiano mentecuerpo-, se argumentan reivindicaciones feministas como la del sacerdocio, el ejercicio de la judicatura, del poder político, el desempeño de las cátedras universitarias, el acceso a los altos cargos del ejército: todo ello apoyado, en suma, en una educación totalmente igualitaria

En otra de sus obras, siempre anónimas, De l’éducation des dames pour la conduite de l’esprit dans les sciences et dans les mœurs, Poullain de La Barre prosigue la reflexión sobre la educación de las mujeres. Poullain preconiza que las mujeres reciban una verdadera educación que les abra las puertas de todas las carreras, incluidas las científicas.
Unos años más tarde, en su obra De l’excellence des hommes contre l’égalité des sexes, defiende con ironía el punto de vista sexista que prevalecía en su época. Ridiculizando los argumentos patriarcales espera llegar a un mayor número de personas.
Bayle ha enunciado la hipótesis de que Poullain habría refutado su propia teoría porque se sentía amenazado. Pero los argumentos antifeministas que ponen en duda la sinceridad de esta refutación, llegan al absurdo. Además, el lugar de Poullain de La Barre en la historia del feminismo, varía considerablemente de un autor a otro.

es una “autorrefutación”. En ella Poulain intenta desmontar, uno a uno, los argumentos en contra de la igualdad de las mujeres, refutándose a sí mismo y reconstruyendo argumentos basados en la razón. En la obra encontramos una crítica, muy adelantada para su tiempo, a la valoración positiva del progreso científico-técnico, y una «conjetura histórica sobre el estado de naturaleza que contiene la idea cartesiana del “bon sens” de carácter universal, previendo el peligro que podía presuponer la corrupción del desarrollo técnico noracional vencido por la razón práctica kantiana “avant la lettre”»

En 1670 escribe y publica en Ginebra La Doctrine des protestants sur la liberté de lire l'Ecriture Sainte referido al libre y público examen de conciencia.

## Lectura feminista de la obra de Poullain de la Barre
En la Genealogía del feminismo que sitúa en la Ilustración el origen teórico del Feminismo, se considera que la Primera ola del feminismo comienza con la obra de Poullain de la Barre De la igualdad de los dos sexos. En este libro la mujer pasa a ser un sujeto epistemológico. Este filósofo es la senda perdida entre Descartes y Rousseau.
Su discurso no es el memorial de agravios, tampoco es un discurso de la excelencia. Es un género de vindicación que se produce a partir del momento en el que las ideas del Barroco y las de la filosofía cartesiana, fundamentaron un concepto de igualdad válido contra el Antiguo Régimen y los privilegios de sangre que, sin embargo, excluía a las mujeres. Hasta que esa idea de igualdad no se predicó respecto del hombre no se pudo vindicar para la mujer.

aplica los criterios de racionalidad a las relaciones entre los sexos y extiende el bons sens cartesiano a las mujeres. Anticipándose a las ideas principales de la Ilustración, critica especialmente el arraigo de los prejuicios y propugna el acceso al saber a las mujeres como remedio a la desigualdad y como parte del camino hacia el progreso y que responde a los intereses de la verdad.

Poullain vivió en la misma época y se formó en las mismas corrientes filosóficas que la de quienes, frente a la hermenéutica feminista, se dice que «sus opiniones sobre la mujer estaban condicionadas por la situación de estas en su época, y era imposible percibir para ellos las cosas de otro modo.» Sin embargo, François Poullain de la Barre sí tuvo otra perspectiva:

Para Poullain, pues, el feminismo -avant la lettre- era un verdadero test de filosofía, de honestidad epistemológica y de autoexigencia ética y cultural. (Celia Amorós)

## Obras en línea
- (en francés) De l’Éducation des dames pour la conduite de l’esprit dans les sciences et dans les mœurs, Paris, J. Du Puis, 1674
- (en francés) De l’Égalité des deux sexes, discours physique et moral où l’on voit l’importance de se défaire des préjugez, Paris, J. Du Puis, 1676
- (en francés) De l’Égalité des deux sexes, discours physique et moral où l’on voit l’importance de se défaire des préjugez, seconde édition, Paris, 1679 (transcription annotée et avec modernisation de l'orthographe)
- (en francés) De l’Excellence des hommes contre l’égalité des sexes Paris, J. Du Puis, 1675

## Estudios y biografías
- (en francés) Madeleine Alcover, Poullain de la Barre : une aventure philosophique, Paris; Seattle, Papers on French seventeenth century literature, 1981.
- (en francés) Elsa Dorlin, L’Évidence de l’égalité des sexes. Une philosophie oubliée du XVII siècle, Paris L’Harmattan, 2001 ISBN 978-2-7475-0016-6.
- (en francés) Christine Fauré, Corpus, 1985 p. 43-51.
- (en francés) Geneviève Fraisse, Corpus, 1985 p. 27-41.
- (en inglés) Siep Stuurman, Journal of the history of ideas, 1997, vol. 58, no4, p. 617-640.
- (en inglés) Siep Stuurman, François Poulain de la Barre and the Invention of Modern Equality, Cambridge (Mass.), Harvard University Press, 2004 ISBN 978-0-674-01185-4.